# Anonymous Content
Anonymous Content es una empresa de entretenimiento estadounidense fundada en 1999 por el director ejecutivo Steve Golin.  Tiene su sede en Los Ángeles y oficinas en Culver City, Nueva York y Londres.

## Historia
Anonymous Content fue fundada en 1999 por el CEO Steve Golin. En 2001, se llevaron a cabo negociaciones para fusionarse con Ridley Scott Associates, pero no se llegó a ningún acuerdo. En 2002, AC hizo su primera incursión en la televisión con Crime & Punishment, un programa de telerrealidad que se emitió durante tres temporadas en NBC.
En mayo de 2011, se anunció que la división de gestión de talentos de AC había agregado a los gerentes Tony Lipp, Sandra Chang y Doug Wald, quienes trajeron consigo varios talentos importantes.
En marzo de 2014, AC nombró a David Fierson como director de operaciones comerciales. En mayo, firmó un contrato de producción de primera vista de tres años con Paramount Television, donde Paramount produciría y distribuiría programación con guion desarrollada por AC.  Michael Sugar se convirtió en socio de la empresa.
En septiembre de 2015, Alix Madigan dejó AC y se unió a Broad Green Pictures, que anteriormente trabajaba como productor de personal.
En enero de 2016, AC firmó un acuerdo con 03 Productions de MBC Group para asesorarlos en el desarrollo y producción de contenido en árabe e inglés. En febrero, Kevin Cotter fue contratado como Director de Asuntos Literarios en la oficina de Nueva York de la compañía, donde supervisaría la investigación de libros, artículos y otra propiedad intelectual para el desarrollo y la producción. Más recientemente, Dawn Olmsead fue invitada a unirse a la empresa después de dejar Universal Content Productions.

## Proyectos en desarrollo

### Proyectos de televisión
En octubre de 2021, AC anunció que adaptaría la obra de teatro de Lillian Hellman The Children's Hour a una serie de televisión, con Bess Wohl escribiendo el guion.  También anunció que adaptaría la novela de Ursula Le Guin de 1974 The Dispossessed como una serie.

## Filmografía

### Películas
| Alo  | Título                                    | Fecha de lanzamiento     | Distribuidor                        | Presupuesto (USD) | Presupuesto (USD) | Recepción       | Recepción  |
| Alo  | Título                                    | Fecha de lanzamiento     | Distribuidor                        | presupuesto       | taquilla          | Rotten Tomatoes | Metacritic |
| ---- | ----------------------------------------- | ------------------------ | ----------------------------------- | ----------------- | ----------------- | --------------- | ---------- |
| 2000 | The Upgrade                               | 12 de octubre de 2000    |                                     |                   |                   |                 |            |
| 2001 | BigLove                                   | 19 de enero de 2001      | Apollo Cinema                       |                   |                   |                 |            |
| 2001 | Ambush                                    | 26 de abril de 2001      | BMW Films                           |                   |                   |                 |            |
| 2001 | Chosen                                    | 10 de mayo de 2001       | BMW Films                           |                   |                   |                 |            |
| 2001 | The Follow                                | 24 de mayo de 2001       | BMW Films                           |                   |                   |                 |            |
| 2004 | Eternal Sunshine of the Spotless Mind     | 19 de marzo de 2004      | Focus Features                      | $20M              | $72.3M            | 93%             | 89         |
| 2006 | Lake of Fire                              | 3 de octubre de 2006     | ThinkFilm                           | $6M               |                   | 94%             | 83         |
| 2006 | Babel                                     | 27 de octubre de 2006    | Paramount Vantage Mars Distribution | $25M              | $135.5M           | 69%             | 69         |
| 2009 | 44 Inch Chest                             | 19 de octubre de 2009    | Momentum Pictures                   |                   | $247.6K           | 41%             | 47         |
| 2010 | Winter's Bone                             | 11 de junio de 2010      | Roadside Attractions                | $2M               | $16.1M            | 94%             | 90         |
| 2011 | The Beaver                                | 6 de mayo de 2011        | Summit Entertainment                | $21M              | $6M               | 61%             | 60         |
| 2012 | Big Miracle                               | 3 de febrero de 2012     | Universal Pictures                  | $40M              | $24.7M            | 75%             | 61         |
| 2012 | Seeking a Friend for the End of the World | 22 de febrero de 2012    | Focus Features                      | $10M              | $9.6M             | 55%             | 59         |
| 2012 | Girl Most Likely                          | 19 de julio de 2012      | Lionsgate Roadside Attractions      |                   | $1.38M            | 22%             | 38         |
| 2012 | Fun Size                                  | 26 de octubre de 2012    | Paramount Pictures                  | $14M              | $11.4M            | 25%             | 37         |
| 2013 | The Fifth Estate                          | 18 de octubre de 2013    | Walt Disney Studios Motion Pictures | $26M              | $8.6M             | 36%             | 49         |
| 2014 | Laggies                                   | 9 de mayo de 2014        | A24                                 |                   | $1.8M             | 64%             | 63         |
| 2015 | The End of the Tour                       | 23 de enero de 2015      | A24                                 |                   | $3M               | 91%             | 82         |
| 2015 | Spotlight                                 | 6 de noviembre de 2015   | Open Road Films                     | $20M              | $88M              | 97%             | 93         |
| 2015 | The Revenant                              | 25 de diciembre de 2015  | 20th Century Fox                    | $135M             | $533M             | 78%             | 76         |
| 2016 | Triple 9                                  | 26 de febrero de 2016    | Open Road Films                     | $20M              | $23.4M            | 53%             | 52         |
| 2016 | The Meddler                               | 22 de abril de 2016      | Sony Pictures Classics              |                   | $3.9M             | 85%             | 68         |
| 2016 | Bastille Day                              | 22 de abril de 2016      | StudioCanal Focus Features          |                   | $9.8M             | 48%             | 48         |
| 2016 | The Good Neighbor                         | 16 de septiembre de 2016 | Vertical Entertainment              |                   |                   | 29%             | 32         |
| 2016 | Collateral Beauty                         | 16 de diciembre de 2016  | Warner Bros. Pictures               | $36M              | $88.2M            | 14%             | 23         |
| 2018 | Don't Worry, He Won't Get Far on Foot     | 13 de julio de, 2018     | Amazon Studios                      | $3.5M             | $4.2M             | 76%             | 67         |
| 2018 | Boy Erased                                | 2 de noviembre de 2018   | Focus Features                      | $11M              | $11.9M            | 81%             | 69         |
| 2018 | Outlaw King                               | 23 de noviembre de 2018  | Netflix                             | $120M             |                   | 63%             | 59         |
| 2019 | The Beach Bum                             | 29 de marzo de 2019      | Neon                                |                   | $4.6M             | 56%             | 55         |
| 2019 | The Laundromat                            | 27 de septiembre de 2019 | Netflix                             |                   |                   | 41%             | 57         |
| 2020 | The Midnight Sky                          | 23 de diciembre de 2020  | Netflix                             | $100M             | $62.6K            | 51%             | 58         |
| 2020 | Worth                                     | 3 de septiembre de 2021  | Netflix                             |                   |                   | 78%             | 66         |
| 2021 | Stillwater                                | 30 de julio de 2021      | Focus Features                      | $20M              | $16.9M            | 75%             | 60         |
| 2021 | Star-Crossed: The Film                    | 10 de septiembre de 2021 | Paramount+                          |                   |                   |                 |            |
| 2022 | The Independent                           |                          | Relativity Media y Rogue Pictures   |                   |                   |                 |            |
| 2023 | The Marsh King's Daughter                 | 3 de noviembre de 2023   | ErosSTX/Black Bear Pictures         |                   |                   |                 |            |
| TBA  | Carnival                                  | TBA                      | Voltage Pictures                    |                   |                   |                 |            |
| TBA  | The Underwater Welder                     | TBA                      | Waypoint Production                 |                   |                   |                 |            |
| TBA  | In the Garden of the King                 | TBA                      | Made In Africa Films                |                   |                   |                 |            |
| TBA  | Princeless                                | TBA                      | Sony Pictures                       |                   |                   |                 |            |
| TBA  | Time After Time                           | TBA                      | Lionsgate                           |                   |                   |                 |            |
| TBA  | Imagine Agents                            | TBA                      | 20th Century Studios                |                   |                   |                 |            |
| TBA  | Score!                                    | TBA                      | Warner Bros.                        |                   |                   |                 |            |
| TBA  | Burn                                      | TBA                      |                                     |                   |                   |                 |            |
| TBA  | What If It's Us                           | TBA                      |                                     |                   |                   |                 |            |

### Televisión
| Año  | Título                           | Emisión original                                 | Número     | Número    | Distribuidor       |
| Año  | Título                           | Emisión original                                 | Temporadas | Episodios | Distribuidor       |
| ---- | -------------------------------- | ------------------------------------------------ | ---------- | --------- | ------------------ |
| 2002 | Crime & Punishment               | 16 de junio de 2002 - 17 de julio de 2004        | 3          | 26        | NBC                |
| 2014 | True Detective                   | 12 de enero de 2014 – presente                   | 3          | 24        | HBO                |
| 2014 | The Knick                        | 8 de agosto de 2014 – 18 de diciembre de 2015    | 2          | 20        | Cinemax            |
| 2015 | Mr. Robot                        | 24 de junio de 2015 – 22 de diciembre de 2019    | 4          | 45        | USA Network        |
| 2016 | Quarry                           | 9 de septiembre de 2016 – 28 de octubre de 2016  | 1          | 8         | Cinemax            |
| 2016 | Berlin Station                   | 16 de octubre de 2016 – 17 de febrero de 2019    | 3          | 29        | Epix               |
| 2016 | The OA                           | 16 de diciembre de 2016 – 22 de marzo de 2019    | 2          | 16        | Netflix            |
| 2017 | 13 Reasons Why                   | 31 de marzo de 2017 – 5 de junio de 2020         | 4          | 49        | Netflix            |
| 2017 | Philip K. Dick's Electric Dreams | 17 de septiembre de 2017 – 19 de marzo de 2018   | 1          | 10        | Channel 4          |
| 2018 | Counterpart                      | 21 de enero de 2018 – 17 de febrero de 2019      | 2          | 20        | Starz              |
| 2018 | The Alienist                     | 22 de enero de 2018 – presente                   | 2          | 18        | TNT                |
| 2018 | Flint Town                       | 2 de marzo de 2018                               | 1          | 8         | Netflix            |
| 2018 | One Dollar                       | 30 de marzo de 2018 - 1 de noviembre de 2018     | 1          | 10        | CBS All Access     |
| 2018 | Maniac                           | 21 de septiembre de 2018                         | 1          | 10        | Netflix            |
| 2018 | Homecoming                       | 2 de noviembre de 2018 – presente                | 2          | 17        | Amazon Prime Video |
| 2019 | I Am the Night                   | 27 de enero de 2019 - 4 de marzo de 2019         | 1          | 6         | TNT                |
| 2019 | Bonding                          | 24 de abril de 2019 – 27 de enero de 2021        | 2          | 15        | Netflix            |
| 2019 | Catch-22                         | 17 de mayo de 2019                               | 1          | 6         | Hulu               |
| 2019 | Wild Bill                        | J 12 de junio de 2019-presente                   | 1          | 6         | ITV1               |
| 2019 | Dickinson                        | 1 de noviembre de 2019 – 24 de diciembre de 2021 | 3          | 30        | Apple TV+          |
| 2020 | Briarpatch                       | 6 de febrero de 2020 - 13 de abril de 2020       | 1          | 10        | USA Network        |
| 2020 | Home Before Dark                 | 3 de abril de 2020 – presente                    | 2          | 20        | Apple TV+          |
| 2020 | When the Streetlights Go On      | 3 de abril de 2020 - 15 de abril de 2020         | 1          | 10        | Quibi              |
| 2020 | Paradise Lost                    | 13 de abril de 2020 – presente                   | 1          | 10        | Spectrum Originals |
| 2020 | Defending Jacob                  | 24 de abril de 2020 - 29 de mayo de 2020         | 1          | 8         | Apple TV+          |
| 2020 | Love in the Time of Corona       | 22 de agosto de 2020 - 23 de agosto de 2020      | 1          | 4         | Freeform           |
| TBD  | Disclaimer                       | TBD                                              | TBD        | TBD       | Apple TV+          |